# Hawa Diallo
Pour les articles homonymes, voir Diallo.
Hawa Demba Diallo, née le 26 septembre 1970 à Diamou (cercle de Kayes), est l'une des rares femmes écrivaines du Mali.

## Biographie
Hawa Diallo reçoit une éducation aristocratique chez les Peuls du Royaume du Khasso, dont elle est une princesse[réf. nécessaire].
Elle est juriste, socio-anthropologue et directrice de publication d'un journal d'informations générales et d'analyses intitulé La Refondation. Elle vient à l'écriture en 1988, à Kayes, et à l'écriture du théâtre au tournant de l'an 2000. Depuis, elle fréquente l’École du Théâtre francophone[réf. nécessaire].
Elle est notamment l'auteure de la Maîtresse du Président, en 2002, à l'issue d'une résidence d'écriture, La Ruche Sony Labou Tansi, sous le titre de La Baiseuse de nuit devenue par la suite La Culotte cassée, qui a été lue et mise en espace à Bamako et en France (Paris et Angers)[réf. nécessaire].
Hawa Diallo est aussi l'auteure d'une pièce intitulée Caterpillar, qui a fait l'objet d'une quarantaine de représentations dont une trentaine en France. Transversales est sa dernière pièce sur la dizaine qu'elle a écrite. La pièce est mise en scène par la Française Hélène Ninérola et représentée en France[réf. nécessaire]. 